# Sport-Verein Werder von 1899 1981-1982
Questa voce raccoglie le informazioni riguardanti il Sport-Verein Werder von 1899 nelle competizioni ufficiali della stagione 1981-1982.

## Stagione
Nella stagione 1981-1982 il Werder Brema, allenato da Otto Rehhagel, concluse il campionato di Bundesliga al 5º posto. In Coppa di Germania il Werder Brema fu eliminato ai quarti di finale dal Bayern Monaco.

## Rosa
| N. |                     | Ruolo | Calciatore       |
| -- | ------------------- | ----- | ---------------- |
|    | Germania (bandiera) | P     | Dieter Burdenski |
|    | Germania (bandiera) | P     | Robert Frese     |
|    | Germania (bandiera) | D     | Klaus Fichtel    |
|    | Germania (bandiera) | D     | Rigobert Gruber  |
|    | Germania (bandiera) | D     | Martin Haskamp   |
|    | Germania (bandiera) | D     | Karl-Heinz Kamp  |
|    | Germania (bandiera) | D     | Jonny Otten      |
|    | Germania (bandiera) | D     | Thomas Schaaf    |
|    | Germania (bandiera) | C     | Uwe Bracht       |
|    | Germania (bandiera) | C     | Norbert Meier    |

| N. |                      | Ruolo | Calciatore        |
| -- | -------------------- | ----- | ----------------- |
|    | Germania (bandiera)  | C     | Benno Möhlmann    |
|    | Giappone (bandiera)  | C     | Yasuhiko Okudera  |
|    | Finlandia (bandiera) | C     | Pasi Rautiainen   |
|    | Germania (bandiera)  | C     | Norbert Siegmann  |
|    | Germania (bandiera)  | A     | Uwe Behrens       |
|    | Germania (bandiera)  | A     | Michael Böhnke    |
|    | Germania (bandiera)  | A     | Klaus-Dieter Jank |
|    | Germania (bandiera)  | A     | Erwin Kostedde    |
|    | Germania (bandiera)  | A     | Uwe Reinders      |

## Organigramma societario
Area tecnica
- Allenatore: Otto Rehhagel
- Allenatore in seconda:
- Preparatore dei portieri:
- Preparatori atletici:

## Calciomercato

### Sessione estiva
| Acquisti | Acquisti         | Acquisti              | Acquisti |
| R.       | Nome             | da                    | Modalità |
| -------- | ---------------- | --------------------- | -------- |
| D        | Rigobert Gruber  | Eintracht Francoforte |          |
| C        | Yasuhiko Okudera | Hertha Berlino        |          |
| P        | Hermann Rülander | Werder Brema II       |          |

| Cessioni | Cessioni         | Cessioni   | Cessioni |
| R.       | Nome             | a          | Modalità |
| -------- | ---------------- | ---------- | -------- |
| D        | Hartmut Konschal | Freiburger |          |
| C        | Bohdan Masztaler | Wiener SC  |          |
| P        | Albert Voß       | Oldenburg  |          |

### Sessione invernale
| Acquisti | Acquisti | Acquisti | Acquisti |
| R.       | Nome     | da       | Modalità |
| -------- | -------- | -------- | -------- |

| Cessioni | Cessioni         | Cessioni | Cessioni |
| R.       | Nome             | a        | Modalità |
| -------- | ---------------- | -------- | -------- |
| P        | Hermann Rülander | Meppen   |          |

## Risultati

### Bundesliga

#### Girone di andata
| Arbitro: | Schmidhuber |

|                               |           |                                                 |
| Matthäus 9’ Hannes 15’ (rig.) | Marcatori | 13’ (rig.), 64’ Möhlmann 31’ Siegmann 44’ Meier |

| Arbitro: | Luca |

|           |           |  |
| Meier 54’ | Marcatori |  |

| Arbitro: | Stäglich |

|                                |           |           |
| Hoeneß 27’, 78’ Rummenigge 76’ | Marcatori | 15’ Meier |

| Brema 25 agosto 1981, ore 20:00 CEST 4ª giornata | Werder Brema | 0 – 0 referto | Bayer Leverkusen | Weserstadion (20 000 spett.)\| Arbitro: \| Walz \| |
| Arbitro:                                         | Walz         |               |                  |                                                    |

| Arbitro: | Wahmann |

|             |           |              |
| Stetter 53’ | Marcatori | 54’ Kostedde |

| Arbitro: | Correll |

|                                    |           |              |
| Kostedde 8’ Reinders 12’ Meier 72’ | Marcatori | 80’ Schreier |

| Arbitro: | Messmer |

|                                         |           |            |
| Gruber 19’, 69’ Kostedde 35’ Bracht 58’ | Marcatori | 57’ Allofs |

| Arbitro: | Huster |

|                              |           |  |
| Günther 19’, 24’ Wiesner 39’ | Marcatori |  |

| Arbitro: | Ross |

|                         |           |  |
| Gruber 58’ Reinders 83’ | Marcatori |  |

| Arbitro: | Risse |

|             |           |            |
| Briegel 75’ | Marcatori | 50’ Gruber |

| Arbitro: | Kasperowski |

|                         |           |  |
| Kostedde 19’ Gruber 47’ | Marcatori |  |

| Arbitro: | Eschweiler |

|                          |           |           |
| Hintermaier 27’ Heck 52’ | Marcatori | 85’ Meier |

| Arbitro: | Engel |

|              |           |             |
| Siegmann 19’ | Marcatori | 89’ Fischer |

| Arbitro: | Uhlig |

|                                                                        |           |                       |
| Nickel 20’, 80’ Borchers 24’, 40’, 43’ Nachtweih 71’, 74’ Cha 78’, 89’ | Marcatori | 7’ Meier 64’ Reinders |

| Arbitro: | Niebergall |

|                              |           |                        |
| Reinders 6’, 8’ Kostedde 68’ | Marcatori | 25’ Bastrup 87’ Magath |

| Arbitro: | Linn |

|  |           |              |
|  | Marcatori | 17’ Reinders |

| Arbitro: | Hontheim |

|                         |           |                          |
| Kostedde 10’ Gruber 62’ | Marcatori | 78’ Reichert 81’ Förster |

#### Girone di ritorno
| Arbitro: | Föckler |

|  |           |             |
|  | Marcatori | 45’ Pinkall |

| Arbitro: | Ross |

|  |           |                |
|  | Marcatori | 20’, 90’ Meier |

| Arbitro: | Eschweiler |

|                               |           |  |
| Reinders 6’ (rig.) Gruber 64’ | Marcatori |  |

| Arbitro: | Brehm |

|            |           |                             |
| Økland 47’ | Marcatori | 49’, 78’ Meier 63’ Kostedde |

| Arbitro: | Risse |

|                                               |           |                                       |
| Kostedde 1’ Meier 27’ Reinders 58’ Gruber 85’ | Marcatori | 44’, 77’, 82’ Cestonaro 54’ Bernecker |

| Arbitro: | Correll |

|  |           |                           |
|  | Marcatori | 75’ Kostedde 87’ Reinders |

| Düsseldorf 6 marzo 1982, ore 15:30 CET 24ª giornata | Fortuna Düsseldorf | 0 – 0 referto | Werder Brema | Rheinstadion (11 500 spett.)\| Arbitro: \| Tritschler \| |
| Arbitro:                                            | Tritschler         |               |              |                                                          |

| Arbitro: | Wahmann |

|                        |           |          |
| Möhlmann 10’ Meier 27’ | Marcatori | 64’ Bold |

| Arbitro: | Brückner |

|          |           |              |
| Worm 14’ | Marcatori | 79’ Reinders |

| Arbitro: | Uhlig |

|  |           |             |
|  | Marcatori | 4’ Bongartz |

| Arbitro: | Messmer |

|                 |           |  |
| Burgsmüller 88’ | Marcatori |  |

| Arbitro: | Pauly |

|                               |           |          |
| Reinders 36’, 64’ (rig.), 67’ | Marcatori | 34’ Eder |

| Arbitro: | Walz |

|                                                  |           |                               |
| Fischer 29’ Woodcock 40’ Konopka 43’ Steiner 53’ | Marcatori | 25’ (rig.) Reinders 88’ Meier |

| Arbitro: | Huster |

|                             |           |         |
| Siegmann 51’ Rautiainen 83’ | Marcatori | 49’ Cha |

| Arbitro: | Redelfs |

|                                               |           |  |
| Hrubesch 40’, 51’, 67’ Magath 48’ Bastrup 73’ | Marcatori |  |

| Arbitro: | Ross |

|                                                      |           |            |
| Bracht 23’ Okudera 28’, 75’ Reinders 70’ (rig.), 79’ | Marcatori | 29’ Helmes |

| Arbitro: | Wahmann |

|                     |           |                                        |
| Beck 24’ Kelsch 65’ | Marcatori | 6’, 13’ Meier 82’ (rig.), 87’ Reinders |

### Coppa di Germania
| Arbitro: | Gabor |

|                     |           |  |
| Reinders 44’ (rig.) | Marcatori |  |

| Arbitro: | Dilg |

|  |           |                             |
|  | Marcatori | 3’, 48’ Gruber 60’ Kostedde |

| Arbitro: | Ahlenfelder |

|              |           |                                     |
| Beginski 68’ | Marcatori | 77’, 89’ Gruber 85’ (rig.) Reinders |

| Arbitro: | Waltert |

|                   |           |  |
| Kostedde 17’, 17’ | Marcatori |  |

| Arbitro: | Assenmacher |

|                     |           |                   |
| Reinders 25’ (rig.) | Marcatori | 78’, 94’ Breitner |

## Statistiche

### Statistiche di squadra
| Competizione      | Punti | In casa | In casa | In casa | In casa | In casa | In casa | In trasferta | In trasferta | In trasferta | In trasferta | In trasferta | In trasferta | Totale | Totale | Totale | Totale | Totale | Totale | DR  |
| Competizione      | Punti | G       | V       | N       | P       | Gf      | Gs      | G            | V            | N            | P            | Gf           | Gs           | G      | V      | N      | P      | Gf     | Gs     | DR  |
| ----------------- | ----- | ------- | ------- | ------- | ------- | ------- | ------- | ------------ | ------------ | ------------ | ------------ | ------------ | ------------ | ------ | ------ | ------ | ------ | ------ | ------ | --- |
| Bundesliga        | 42    | 17      | 11      | 4       | 2       | 36      | 17      | 17           | 6            | 4            | 7            | 25           | 35           | 34     | 17     | 8      | 9      | 61     | 52     | +9  |
| Coppa di Germania | -     | 3       | 2       | 0       | 1       | 4       | 2       | 2            | 2            | 0            | 0            | 6            | 1            | 5      | 4      | 0      | 1      | 10     | 3      | +7  |
| Totale            | 42    | 20      | 13      | 4       | 3       | 40      | 19      | 19           | 8            | 4            | 7            | 31           | 36           | 39     | 21     | 8      | 10     | 71     | 55     | +16 |

### Andamento in campionato
| Giornata  | 1 | 2 | 3 | 4 | 5 | 6 | 7 | 8 | 9 | 10 | 11 | 12 | 13 | 14 | 15 | 16 | 17 | 18 | 19 | 20 | 21 | 22 | 23 | 24 | 25 | 26 | 27 | 28 | 29 | 30 | 31 | 32 | 33 | 34 |
| --------- | - | - | - | - | - | - | - | - | - | -- | -- | -- | -- | -- | -- | -- | -- | -- | -- | -- | -- | -- | -- | -- | -- | -- | -- | -- | -- | -- | -- | -- | -- | -- |
| Luogo     | T | C | T | C | T | C | C | T | C | T  | C  | T  | C  | T  | C  | T  | C  | C  | T  | C  | T  | C  | T  | T  | C  | T  | C  | T  | C  | T  | C  | T  | C  | T  |
| Risultato | V | V | P | N | N | V | V | P | V | N  | V  | P  | N  | P  | V  | V  | N  | P  | V  | V  | V  | N  | V  | N  | V  | N  | P  | P  | V  | P  | V  | P  | V  | V  |
| Posizione | 2 | 3 | 6 | 8 | 7 | 5 | 2 | 5 | 4 | 4  | 2  | 4  | 5  | 6  | 6  | 6  | 5  | 5  | 5  | 5  | 5  | 5  | 5  | 4  | 4  | 4  | 4  | 5  | 4  | 5  | 5  | 6  | 6  | 5  |

Legenda:

Luogo: C = Casa; T = Trasferta. Risultato: V = Vittoria; N = Pareggio; P = Sconfitta.

### Statistiche dei giocatori
| Giocatore     | Bundesliga | Bundesliga | Bundesliga  | Bundesliga | Coppa di Germania | Coppa di Germania | Coppa di Germania | Coppa di Germania | Totale   | Totale | Totale      | Totale     |
| Giocatore     | Presenze   | Reti       | Ammonizioni | Espulsioni | Presenze          | Reti              | Ammonizioni       | Espulsioni        | Presenze | Reti   | Ammonizioni | Espulsioni |
| ------------- | ---------- | ---------- | ----------- | ---------- | ----------------- | ----------------- | ----------------- | ----------------- | -------- | ------ | ----------- | ---------- |
| U. Behrens    | 6          | 0          | 0           | 0          | 0                 | 0                 | 0                 | 0                 | 6        | 0      | 0           | 0          |
| U. Bracht     | 19         | 2          | 2           | 0          | 2                 | 0                 | 0                 | 0                 | 21       | 2      | 2           | 0          |
| D. Burdenski  | 33         | 0          | 0           | 0          | 5                 | 0                 | 0                 | 0                 | 38       | 0      | 0           | 0          |
| M. Böhnke     | 8          | 0          | 0           | 0          | 1                 | 0                 | 0                 | 0                 | 9        | 0      | 0           | 0          |
| K. Fichtel    | 34         | 0          | 2           | 0          | 5                 | 0                 | 0                 | 0                 | 39       | 0      | 2           | 0          |
| R. Frese      | 1          | 0          | 0           | 0          | 0                 | 0                 | 0                 | 0                 | 1        | 0      | 0           | 0          |
| R. Gruber     | 34         | 8          | 2           | 0          | 5                 | 4                 | 1                 | 0                 | 39       | 12     | 3           | 0          |
| M. Haskamp    | 4          | 0          | 0           | 0          | 1                 | 0                 | 0                 | 0                 | 5        | 0      | 0           | 0          |
| K. Jank       | 0          | 0          | 0           | 0          | 1                 | 0                 | 0                 | 0                 | 1        | 0      | 0           | 0          |
| K. Kamp       | 31         | 0          | 2           | 0          | 5                 | 0                 | 0                 | 0                 | 36       | 0      | 2           | 0          |
| H. Konschal   | 3          | 0          | 0           | 0          | 1                 | 0                 | 0                 | 0                 | 4        | 0      | 0           | 0          |
| E. Kostedde   | 33         | 9          | 0           | 0          | 4                 | 3                 | 0                 | 0                 | 37       | 12     | 0           | 0          |
| N. Meier      | 33         | 15         | 2           | 0          | 5                 | 0                 | 0                 | 0                 | 38       | 15     | 2           | 0          |
| B. Möhlmann   | 34         | 3          | 4           | 0          | 5                 | 0                 | 0                 | 0                 | 39       | 3      | 4           | 0          |
| Y. Okudera    | 30         | 2          | 0           | 0          | 4                 | 0                 | 0                 | 0                 | 34       | 2      | 0           | 0          |
| J. Otten      | 34         | 0          | 1           | 0          | 5                 | 0                 | 0                 | 0                 | 39       | 0      | 1           | 0          |
| P. Rautiainen | 26         | 1          | 0           | 0          | 4                 | 0                 | 0                 | 0                 | 30       | 1      | 0           | 0          |
| U. Reinders   | 34         | 18         | 2           | 0          | 5                 | 3                 | 1                 | 0                 | 39       | 21     | 3           | 0          |
| H. Rülander   | 2          | 0          | 0           | 0          | 0                 | 0                 | 0                 | 0                 | 2        | 0      | 0           | 0          |
| T. Schaaf     | 1          | 0          | 0           | 0          | 0                 | 0                 | 0                 | 0                 | 1        | 0      | 0           | 0          |
| N. Siegmann   | 25         | 3          | 2           | 0          | 4                 | 0                 | 0                 | 0                 | 29       | 3      | 2           | 0          |